# Josué Casimir
Josué Casimir (sinh ngày 24 tháng 9 năm 2001) là một cầu thủ bóng đá người Guadeloupe thi đấu ở vị trí tiền đạo cho câu lạc bộ Ligue 2 Le Havre.

## Sự nghiệp thi đấu
Casimir có trận đấu ra mắt cho Le Havre trong chiến thắng 1-0 ở Ligue 2 trước USL Dunkerque vào ngày 24 tháng 10 năm 2020.

## Sự nghiệp quốc tế
Casimir sinh ra ở Guadeloupe, vùng hải ngoại của Pháp và là người gốc Haiti. Anh thi đấu cho U-20 Guadeloupe tại các trận đấu ở Vòng loại giải vô địch bóng đá U-20 Bắc, Trung Mỹ và Caribe 2020, với 3 bàn sau 3 trận đấu.

## Cuộc sống cá nhân
Casimir là anh trai của tuyển thủ quốc gia Guadeloupe Stevenson Casimir.